# Waschhaus (Villabé)

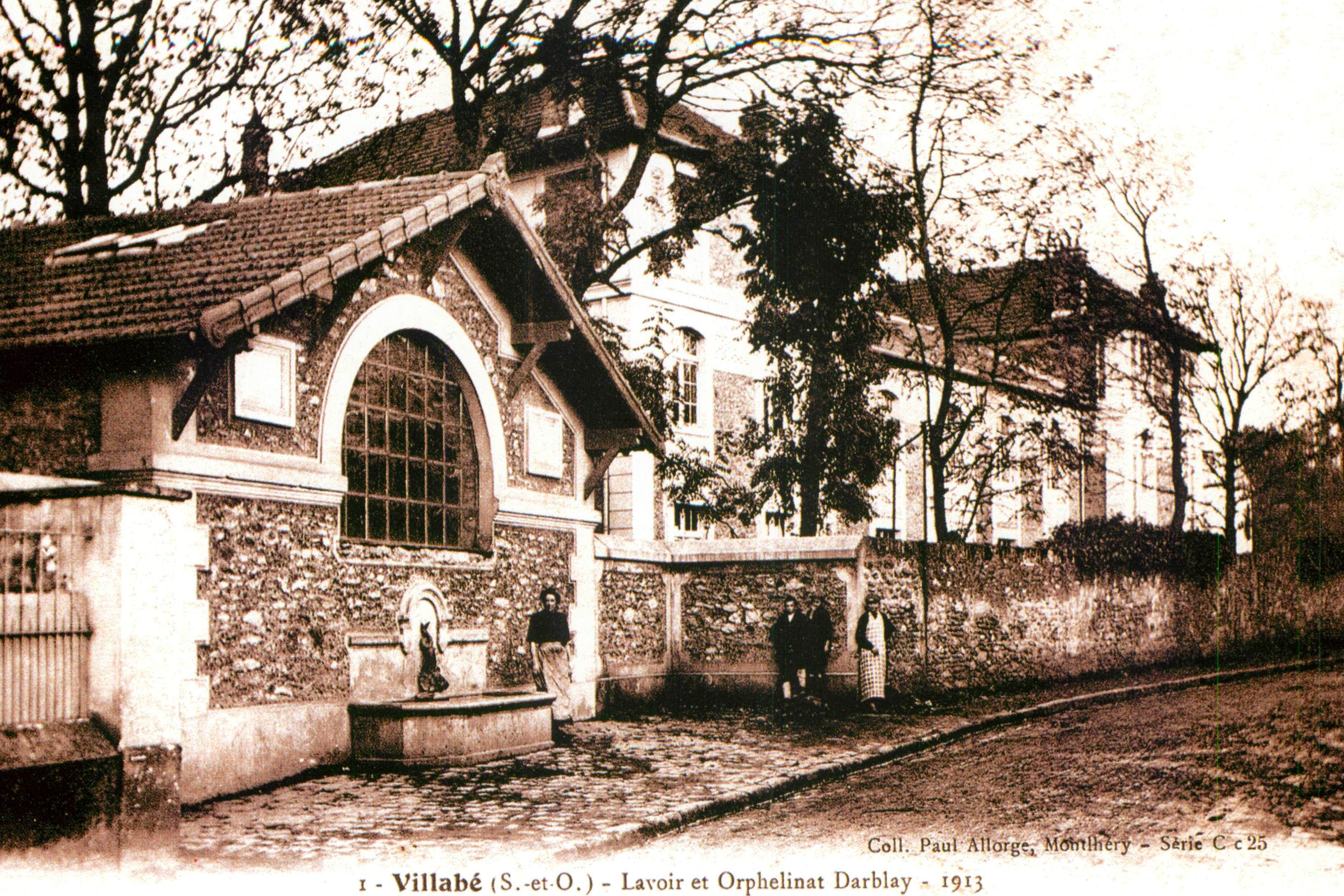
Waschhaus in Villabé und dahinter das Waisenhaus (1913)

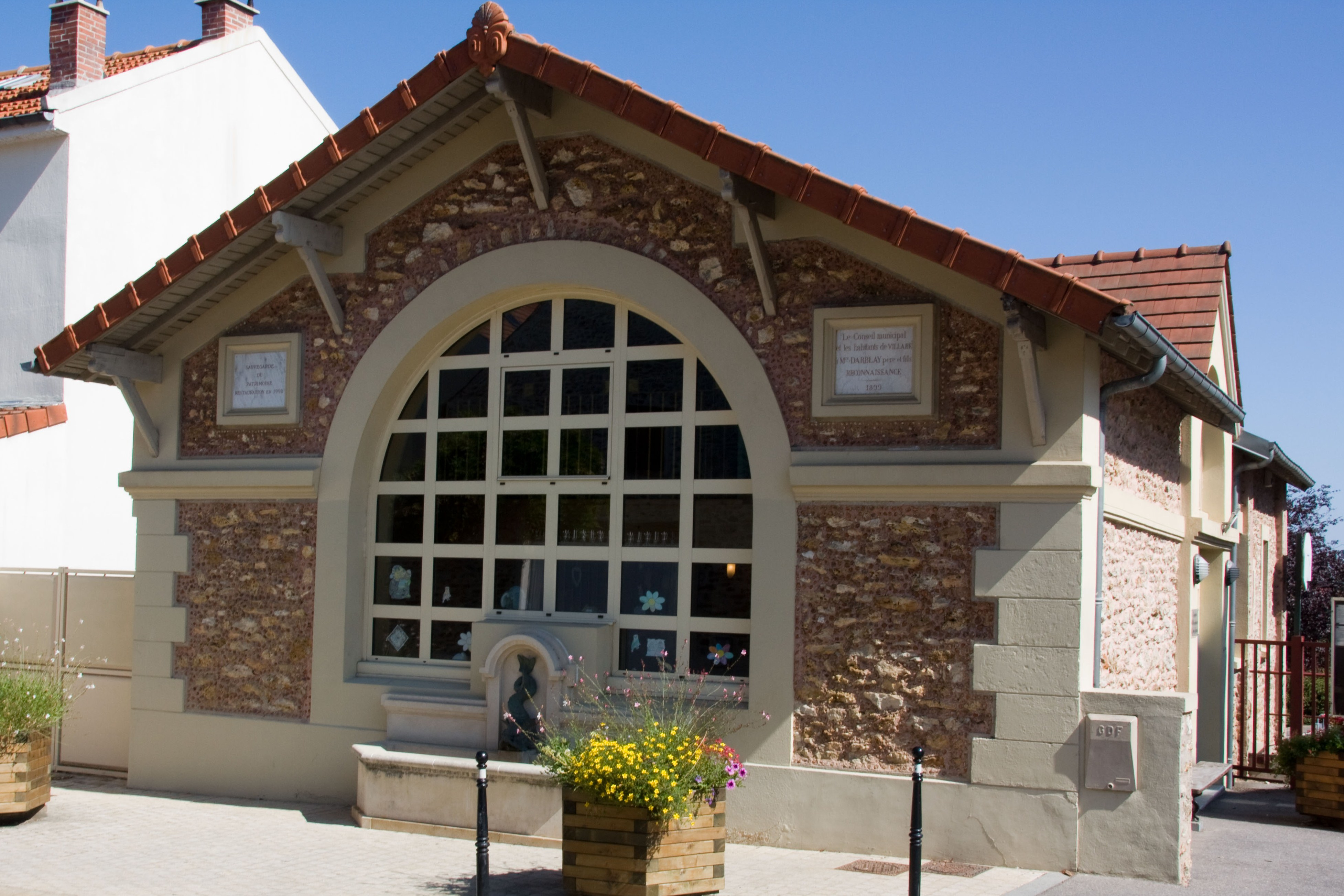
Das ehemalige Waschhaus, heute ein Kindergarten

Das Waschhaus (französisch lavoir) in Villabé, einer französischen Gemeinde im Département Essonne der Region Île-de-France, wurde 1898 errichtet.  
Das ehemalige Waschhaus an der Rue Jean-Jaurès Nr. 9 wurde nach Errichtung der kommunalen Wasserversorgung erbaut und bis 1971 genutzt. Danach wurde das Gebäude zu einem Kindergarten umgebaut, der 1998 eröffnet wurde.